# Халчайцький Віталій
Віталій Халчайцький (нар. 22 серпня 1964) — український гравець у водне поло. Він брав участь у турнірі серед чоловіків на літніх Олімпійських іграх 1996 року.